# Eois diversicosta
Eois diversicosta là một loài bướm đêm trong họ Geometridae.